# 이부스키 히로시
이부스키 히로시(일본어: 指宿 洋史, 1991년 2월 27일 ~ )는 일본의 축구 선수로, 현재 호주 A리그의 애들레이드 유나이티드에서 공격수로 뛰고 있다.

## 구단 경력
그는 2014년부터 2021년까지 J리그의 알비렉스 니가타, 제프 유나이티드 지바, 쇼난 벨마레, 시미즈 에스펄스에서 활동하였다.